# Quiosco

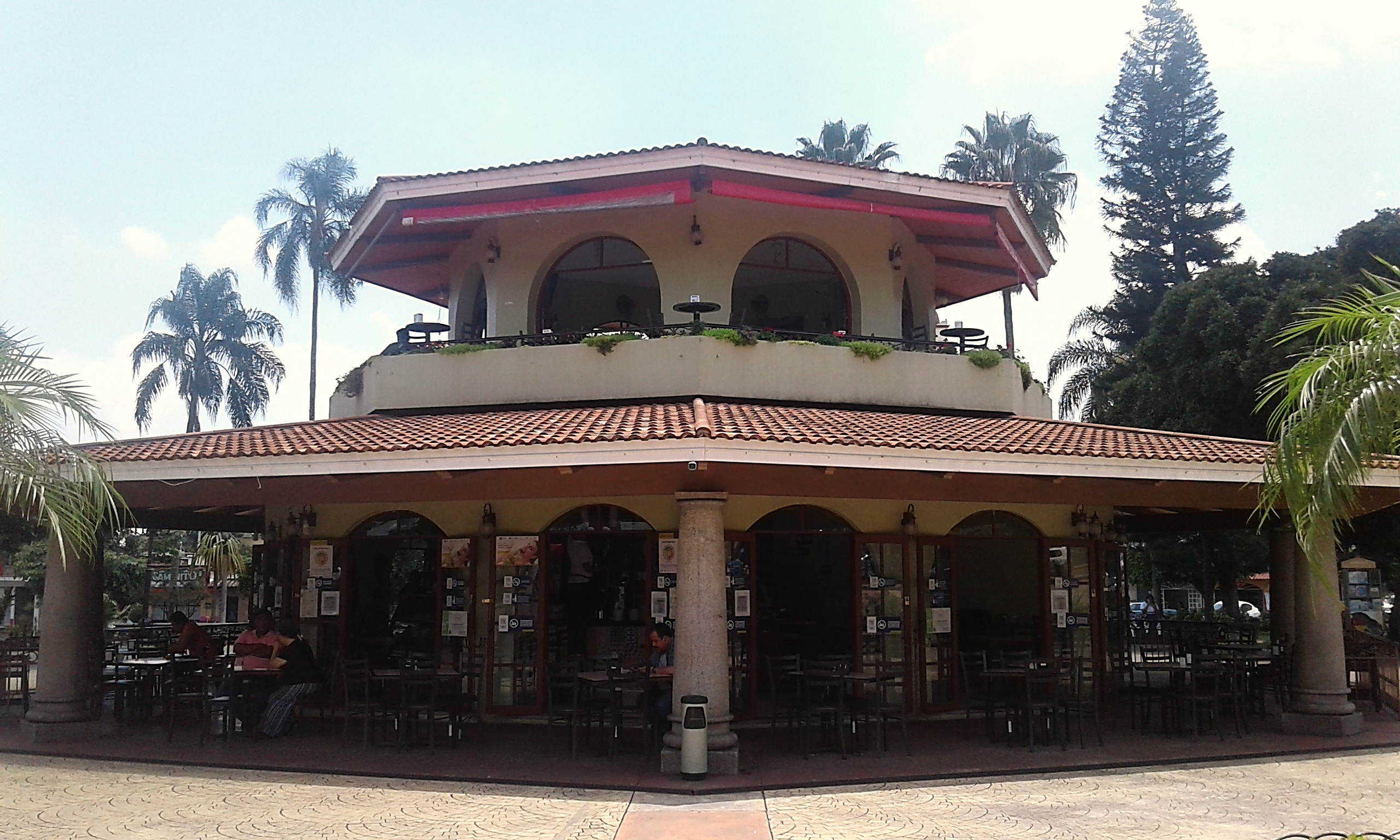
Quiosco de Fortín de las Flores, México

Un quiosco o kiosco es una construcción ligera formada por varias columnas o pilares que sostienen una cubierta. Puede tener abiertos los lados, siendo entonces equivalente a un pabellón, un templete o un baldaquino (en Cuba y República Dominicana este tipo de quioscos se llaman «glorietas»); o tenerlos cerrados, con lo que se asemeja a una caseta (en cuyo caso la función sustentante puede recaer en los propios paneles o tabiques de cerramiento, dado lo ligero de la estructura). A diferencia de las pérgolas, la cubierta o techo de los quioscos no tiene oquedades.
Su función es proporcionar una relativa protección del sol y de la lluvia, y en su caso servir de espacio escénico para algún tipo de espectáculo al aire libre o proporcionar un pequeño espacio de almacenamiento y puesto de venta en la vía pública de forma estable, por oposición a los de venta callejera o ambulante (por lo que suelen estar sujetos a algún tipo de regulación, autorización, permiso o concesión administrativa). Su emplazamiento habitual son jardines, plazas, grandes vías, bulevares y calles con aceras de suficiente amplitud.

## Ortografía y etimología
El Diccionario de la lengua española de la Real Academia Española prefiere la utilización de "q" para la letra inicial de "quiosco", aunque admite la utilización de la letra "k" ("kiosco"). La palabra original de la que deriva es kōšk (que significa ‘pabellón’ en idioma pahlavi), que ha llegado al castellano a través del francés kiosque, que a su vez la tomó del turco köşk, y este del persa košk.

## Usos
Según su uso se pueden clasificar en distintos tipos:
- Quiosco de flores, puesto de venta en que se comercializan principalmente ramos de flores.
- Quiosco de golosinas, establecimiento comercial en que se venden principalmente golosinas, cigarrillos, tarjetas telefónicas, etc.
- Quiosco de información, puesto no comercial en que se provee información turística o referente a campañas públicas.
- Quiosco de música, construcción festiva, normalmente de planta circular o semicircular, que alberga conciertos.
- Quiosco de periódicos, puesto de venta de dimensiones reducidas en que se comercializan principalmente periódicos y revistas.
- Quiosco interactivo, computadora localizada en lugar público que permite a los usuarios realizar diferentes acciones.
- Quiosco aseo, módulo de aseos situado habitualmente en espacio público.
- Quiosco bar o aguaduchos, establecimiento en que se sirven comidas y bebidas situado habitualmente en espacio público (parques, plazas, playas...)

## Tipología

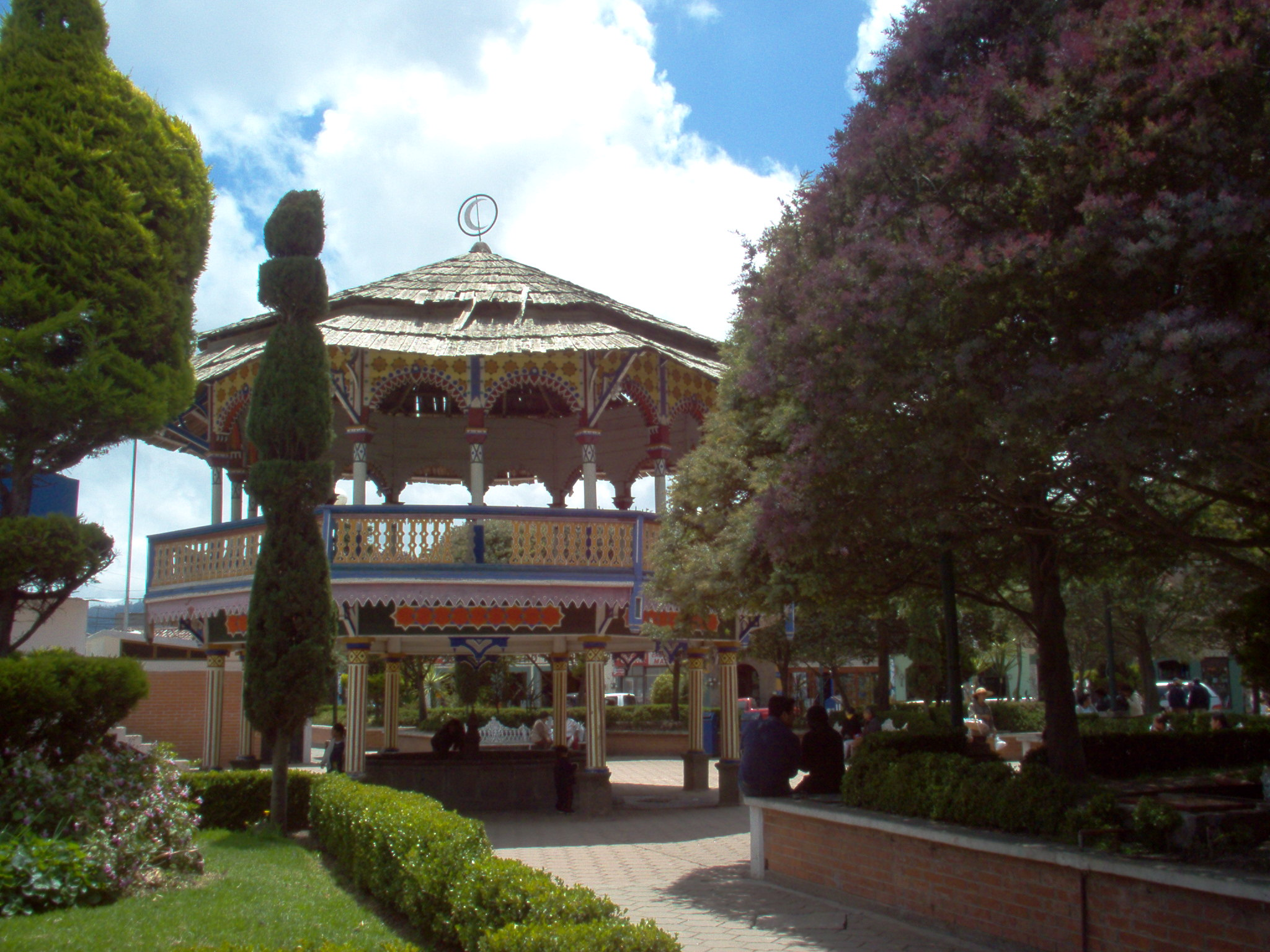
Quiosco en un parque de Puebla.
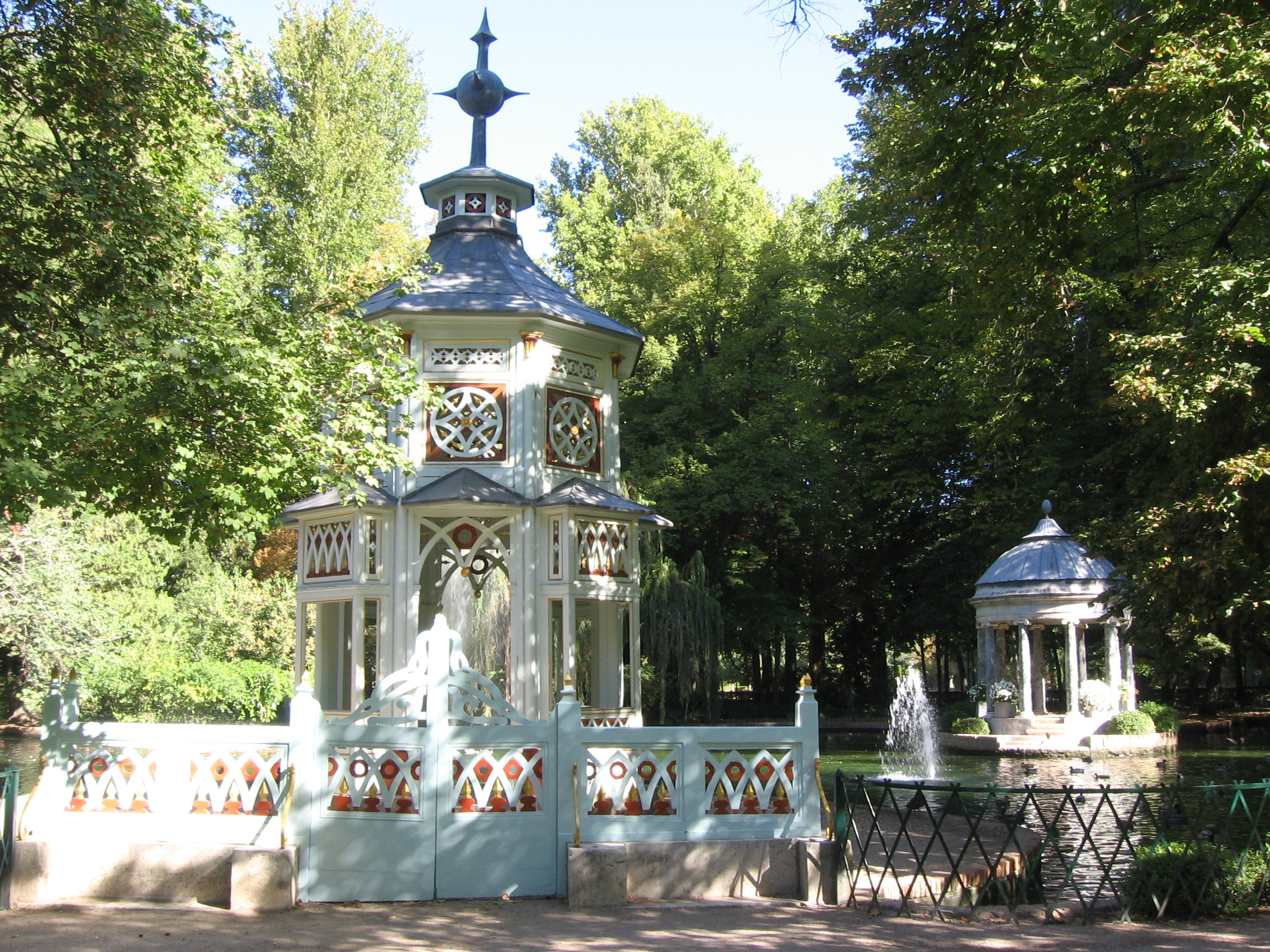
Quiosco chinesco en el jardín del Príncipe de Aranjuez.
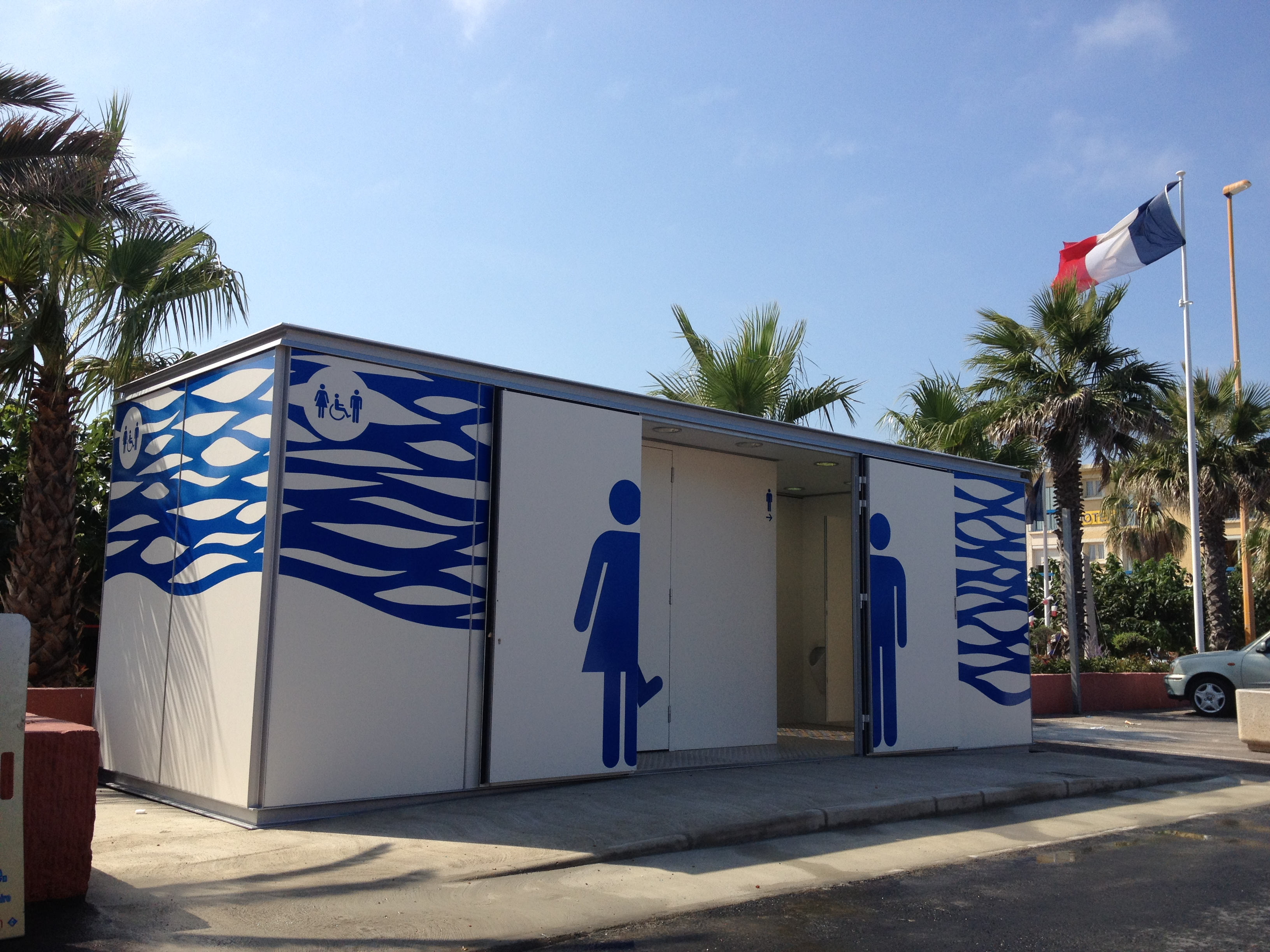
Quiosco de aseos públicos en Port Barcarès, Francia.
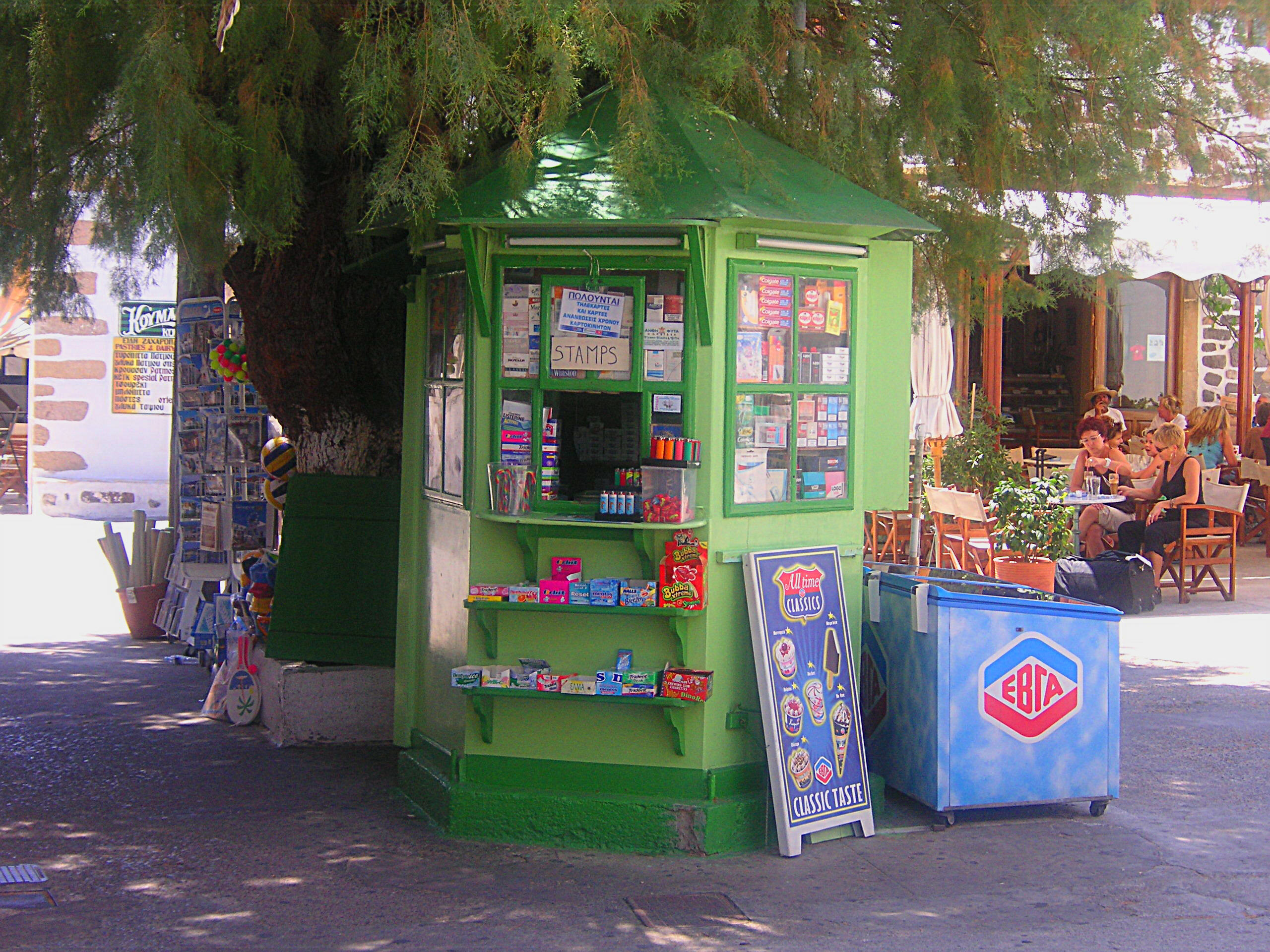
Quiosco en un parque de Grecia.
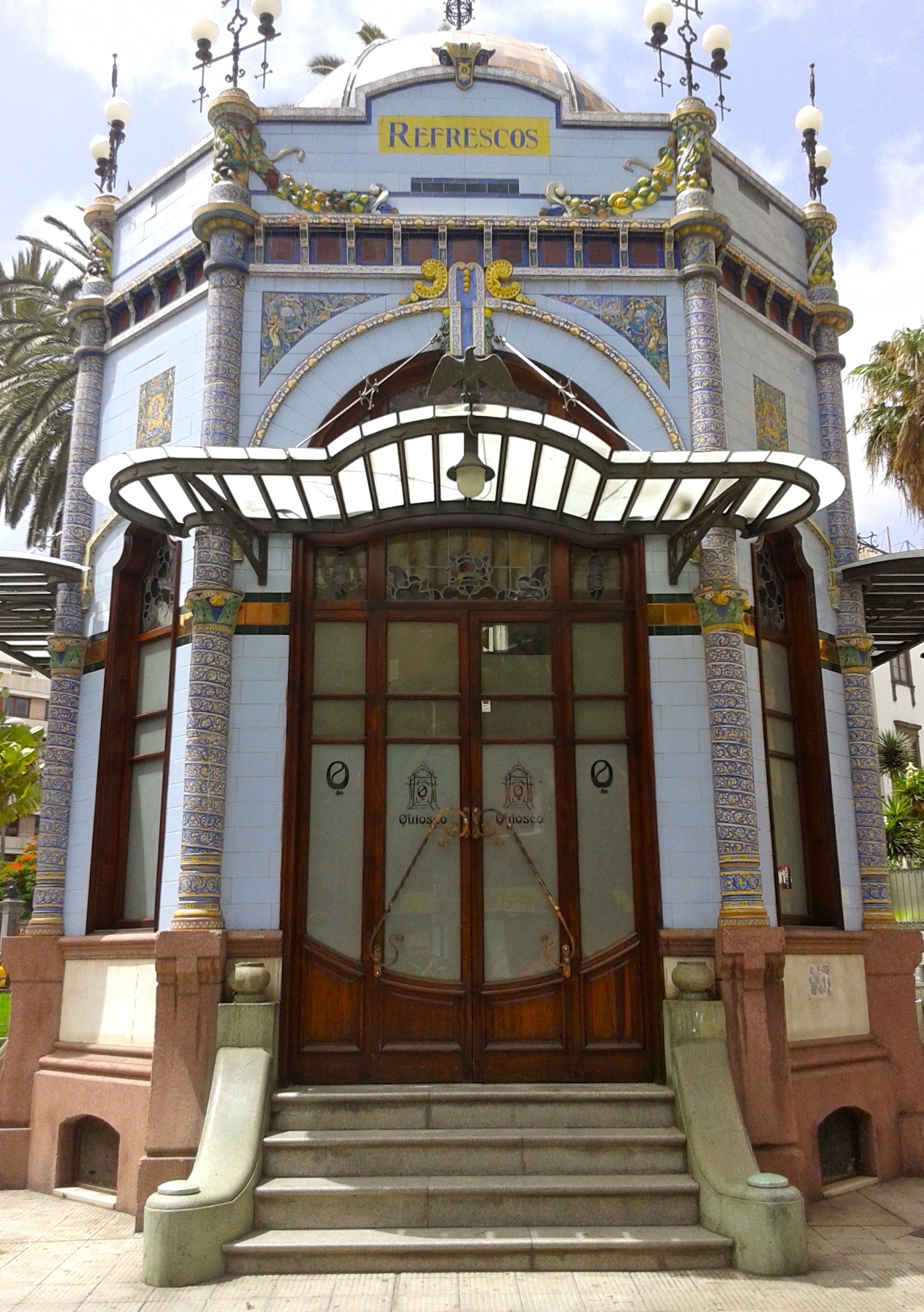
Quiosco modernista en Gran Canaria.
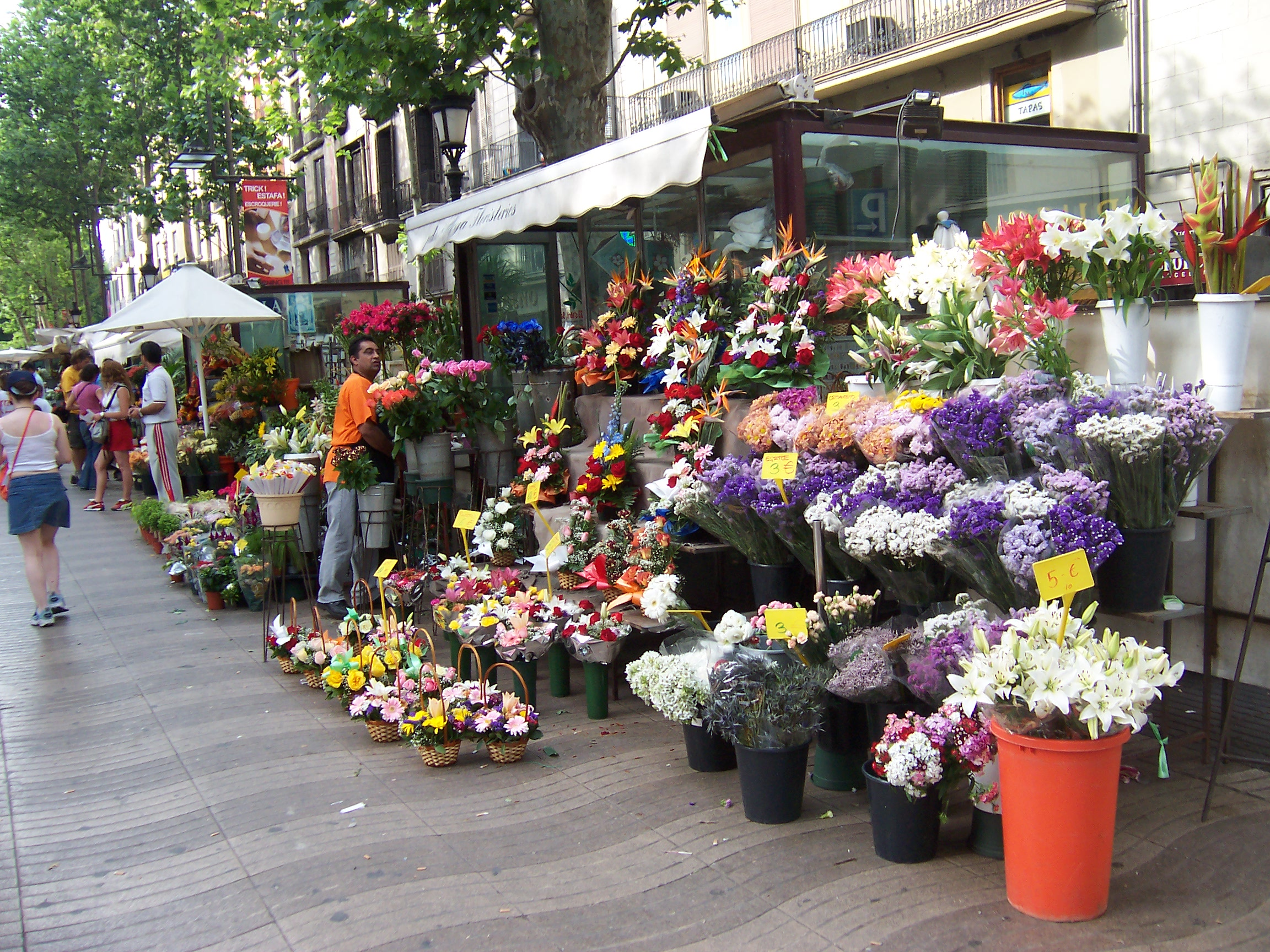
Quiosco de flores en La Rambla de Barcelona.
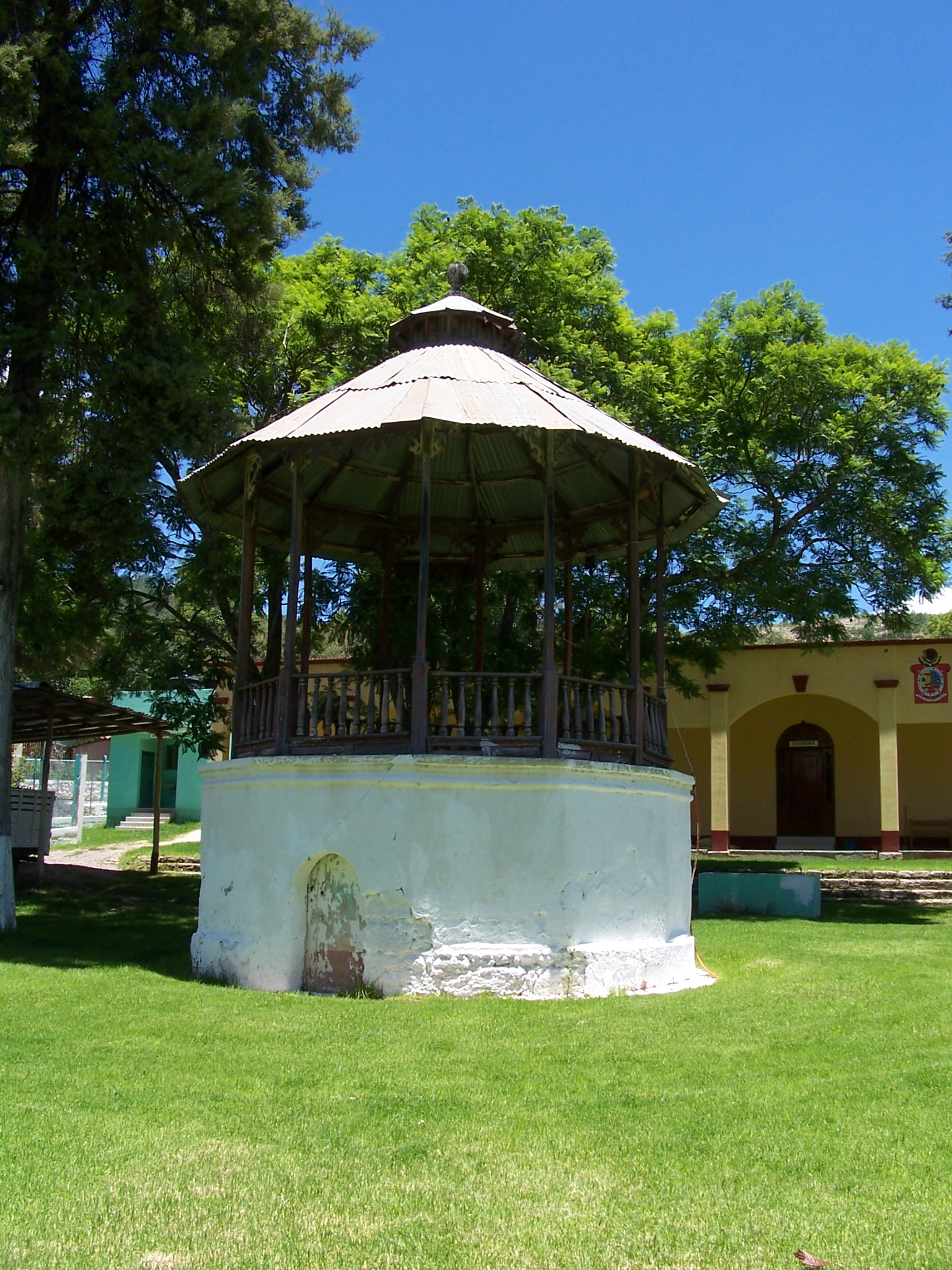
Quiosco de pueblo indígena. San Juan Achiutla, Oaxaca, México.
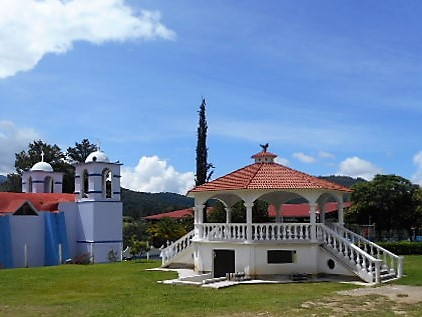
Quiosco contemporáneo. San Juan Achiutla, Oaxaca, México.